# Beilschmiedia kweo
Beilschmiedia kweo là một loài thực vật thuộc họ Lauraceae. Đây là loài đặc hữu của Tanzania.